# Clippesby
Clippesby är en ort i Fleggburgh, Great Yarmouth, Storbritannien. Den ligger i grevskapet Norfolk och riksdelen England, i den sydöstra delen av landet, 170 km nordost om huvudstaden London. Clippesby ligger 18 meter över havet och antalet invånare är 120. Clippesby var en civil parish fram till 1935 när blev den en del av Fleggburgh. Civil parish hade 136 invånare år 1931. Byn nämndes i Domedagsboken (Domesday Book) år 1086, och kallades då Clipesby/Clipestuna/Clepe(s)be(i).
Terrängen runt Clippesby är mycket platt. Runt Clippesby är det tätbefolkat, med 493 invånare per kvadratkilometer. Närmaste större samhälle är Great Yarmouth, 11,8 km sydost om Clippesby. Trakten runt Clippesby består till största delen av jordbruksmark.